# Свириди (Польща)
Свириди (Сьвіриди, пол. Świrydy) — село в Польщі, у гміні Бранськ Більського повіту Підляського воєводства. Населення — 199 осіб (2011).

## Історія
Належало до Бранського староства.
У 1975—1998 роках село належало до Білостоцького воєводства.

## Демографія
Демографічна структура станом на 31 березня 2011 року:
|          | Загалом | Допрацездатний вік | Працездатний вік | Постпрацездатний вік |
| -------- | ------- | ------------------ | ---------------- | -------------------- |
| Чоловіки | 107     | 18                 | 70               | 19                   |
| Жінки    | 92      | 15                 | 49               | 28                   |
| Разом    | 199     | 33                 | 119              | 47                   |

У середині XVI століття населення в Свиридах було майже повністю українським (руським). У 1898 році в селі нараховувалося 283 православних.